# NGC 2139
NGC 2139 est une galaxie spirale intermédiaire située dans la constellation du Lièvre. NGC 2139 a été découverte par l'astronome germano-britannique William Herschel en 1784. Cette galaxie a aussi été observée par l'astronome américain Lewis Swift le 1er décembre 1897 et elle a été ajoutée à l'Index Catalogue sous la cote IC 2154.

## Caractéristiques

### Distance
Sa vitesse par rapport au fond diffus cosmologique est de 1 926 ± 6 km/s, ce qui correspond à une distance de Hubble de 28,4 ± 2,0 Mpc (∼92,6 millions d'al).
À ce jour, 22 mesures non basées sur le décalage vers le rouge (redshift) donnent une distance de 26,877 ± 5,823 Mpc (∼87,7 millions d'al), ce qui est à l'intérieur des valeurs de la distance de Hubble.
La classe de luminosité de NGC 2139 est III-IV et elle présente une large raie HI. Elle renferme également des régions d'hydrogène ionisé.

### Luminosité dans l'infrarouge
La luminosité de la galaxie NGC 2139 dans l'infrarouge lointain (de 40 à 400 µm)  est égale à 1,15 × 1010 {\displaystyle L_{\odot }} (1010,06{\displaystyle L_{\odot }}) et sa luminosité totale dans l'infrarouge (de 8 à 1 000 µm) est de 1,45 × 1010 {\displaystyle L_{\odot }} (1010,16{\displaystyle L_{\odot }}).

## Morphologie

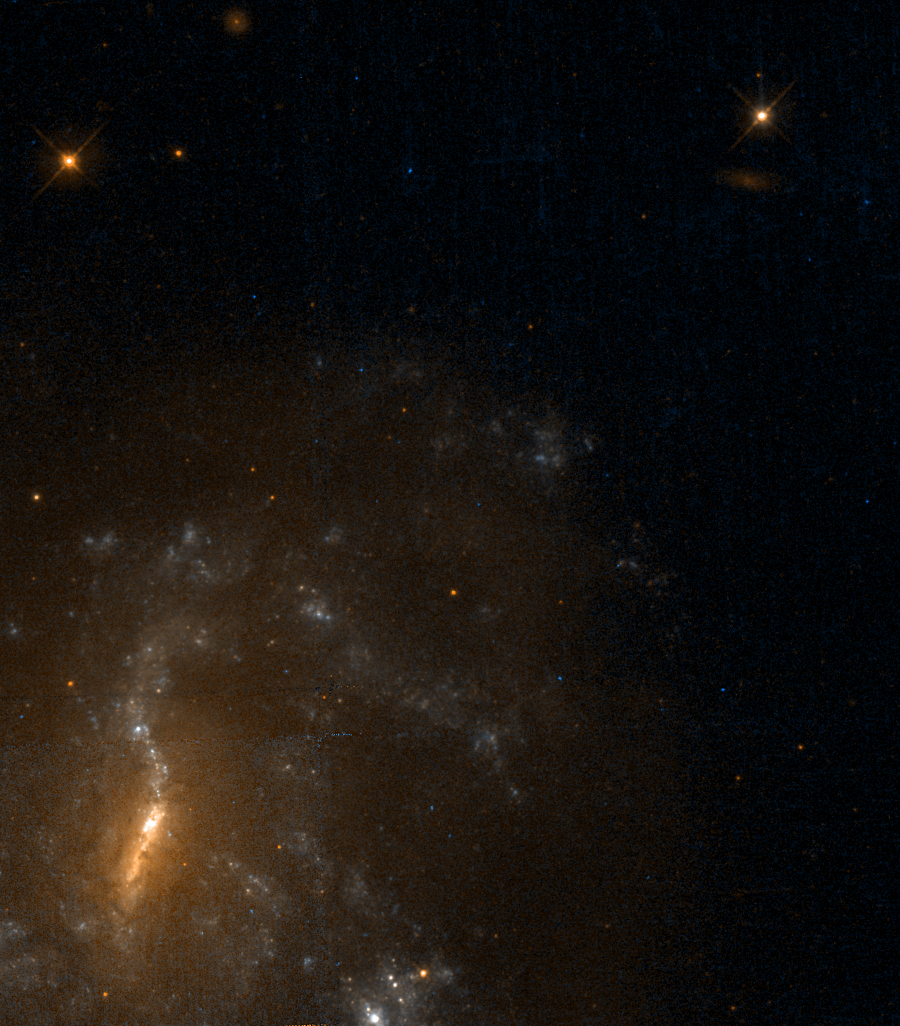
NGC 2139 par le télescope spatial Hubble.

NGC 2139 a été utilisée par Gérard de Vaucouleurs comme une galaxie de type morphologique SB(s)d dans son atlas des galaxies,.
Eskridge, Frogel et Pogge ont publié un article en 2002 décrivant la morphologie de 205 galaxies spirales ou lenticulaires rapprochées. Les observations ont été réalisées dans la bande H de l'infrarouge et dans la bande B (le bleu). Selon Eskridge et ses collègues, NGC 2139 est de type SBD dans la bande B et Sbdm dans la bande H. NGC 2139 ne présente pas de bulbe, mais il y a une barre asymétrique orientée d'est en ouest. L'extrémité ouest de celle-ci est plus luminose que l'extrémité est. Les caractéristiques spiralées sont de faible brillance de surface, inégales et très désorganisées. La direction de l'enroulement des bras semble changer du disque intérieur au disque extérieur. Un motif à deux bras apparaît dans le disque extérieur. Le disque et les bras extérieurs présentent de nombreux nœuds en forme d'étoile.

## Supernova
La supernova SN 1995ad a été découverte le 28 septembre 1999 dans NGC 2139 par l'astronome amateur australien Robert Evans. Cette supernova était de type II.